# Chikaldoddi, Lingsugur
Chikaldoddi là một làng thuộc tehsil Lingsugur, huyện Raichur, bang Karnataka, Ấn Độ.